# Григорово (Галичский район)
Григорово — деревня в Ореховском сельском поселении Галичского района Костромской области России.

## География
Деревня расположена на берегу речки Ликша.

## История
Согласно Спискам населенных мест Российской империи в 1872 году деревня относилась к 1 стану Галичского уезда Костромской губернии. В ней числилось 5 дворов, проживало 16 мужчин и 22 женщины.
Согласно переписи населения 1897 года в деревне проживало 79 человек (38 мужчин и 41 женщина).
Согласно Списку населенных мест Костромской губернии в 1907 году деревня относилась к Котельской волости Галичского уезда Костромской губернии. По сведениям волостного правления за 1907 год в ней числилось 18 крестьянских дворов и 124 жителя. Основным занятием жителей деревни, помимо земледелия, был плотницкий промысел.
До муниципальной реформы 2010 года деревня также входила в состав Ореховского сельского поселения.

## Население
| 2008 | 2010 | 2012 | 2014 |
| ---- | ---- | ---- | ---- |
| 5    | ↘0   | ↗6   | ↘4   |